# تانیا دزیاهیلوا
تانیا دزیاهیلوا (بلاروسی: Таццяна (Таня) Дзягілева؛ زادهٔ ۴ ژوئن ۱۹۹۱) مدل، طراح‌مد، و عکاس اهل بلاروس است.